# Doryopteris rediviva
Doryopteris rediviva là một loài thực vật có mạch trong họ Adiantaceae. Loài này được Fée miêu tả khoa học đầu tiên năm 1872.